# Eric Porter
Eric Richard Porter (n. 8 aprilie 1928, Greater London, Anglia, Regatul Unit – d. 15 mai 1995, Londra, Anglia, Regatul Unit) a fost un actor englez de teatru, film și televiziune.

## Educație
Porter s-a născut la Shepherd's Bush, Londra, în familia lui Richard John Porter și Phoebe Elizabeth Spall. El a fost educat la Wimbledon College înainte de a-și face debutul pe scenă la Cambridge în 1945, la vârsta de 17 ani.

## Carieră
În 1955, el a jucat rolul titular din piesa Volpone (regizată de Ben Jonson) la Bristol Old Vic. În 1960 a intrat în colectivul Royal Shakespeare Company; în acel an, l-a jucat pe Ferdinand în piesa The Duchess of Malfi (regizată de John Webster). În 1962, l-a interpretat pe Iachimo în Cymbeline. Alte roluri includ Ulise, Macbeth, Leontes, Malvolio, Shylock, Regele Lear și Henric al IV-lea, precum și Baraba în Jew of Malta a lui Marlowe.
Porter l-a interpretat pe Soames Forsyte în filmul The Forsyte Saga (1967), realizat de BBC. Pentru acest rol a câștigat Premiul BAFTA pentru cel mai bun actor.
El a jucat alte roluri în filme de televiziune ca The Jewel in the Crown; a interpretat rolurile Fagin în versiunea Oliver Twist (realizată de BBC în 1985) și profesorul Moriarty (în opoziție cu Jeremy Brett care-l interpreta pe Sherlock Holmes) în episoadele Liga roșcaților și Ultima problemă (ambele din 1985) ale serialului  (both 1985) Aventurile lui Sherlock Holmes realizat de Granada Television. De asemenea, l-a jucat pe Polonius în piesa de teatru TV Hamlet (1980), care făcea parte din seria BBC Shakespeare, și pe Derek Jacobi în piesa omonimă.
Porter a continuat să joace pe scenă, câștigând Premiul de teatru London Evening Standard pentru cel mai bun actor în 1988 pentru rolul său din Pisica pe acoperișul fierbinte.

## Moarte
Porter a murit de cancer de colon la Londra în 1995, la vârsta de 67 ani.

## Filmografie
- 1964 Căderea Imperiului Roman (The Fall of the Roman Empire), regia Anthony Mann
- 1964 Mâncătorul de dovleac (The Pumpkin Eater), regia Jack Clayton
- 1965 Eroii de la Telemark (The Heroes of Telemark), regia Anthony Mann
- 1966 Caleidoscop (Kaleidoscope), regia Jack Smight
- 1967 Forsyte Saga (The Forsyte Saga) - serial TV, 26 episoade
- 1968 The Lost Continent
- 1971 Hands of the Ripper
- 1971 Nicolae și Alexandra (Nicholas and Alexandra), regia Franklin J. Schaffner
- 1972 The Belstone Fox, regia James Hill
- 1972 Antoniu și Cleopatra (Antony and Cleopatra), regia Charlton Heston
- 1973 Hitler: The Last Ten Days, regia Ennio De Concini
- 1973 Ziua Șacalului (The Day of the Jackal), regia Fred Zinnemann
- 1974 Callan, regia Don Sharp
- 1975 Hennessy, regia Don Sharp
- 1977 Anna Karenina
- 1978 The Thirty Nine Steps (The Thirty Nine Steps), regia Don Sharp
- 1979 Churchill and the Generals (film TV)
- 1980 Micul Lord (Little Lord Fauntleroy), regia Jack Gold
- 198 The Jewel in the Crown (4 episoade)
- 1985 Aventurile lui Sherlock Holmes: Ultima problemă